# Félix Vannoorenberghe
Félix Vannoorenberghe est un acteur belge de théâtre, cinéma et de télévision.

## Biographie
Félix Vannoorenberghe est diplômé en juin 2017 de l'Institut des arts de diffusion à Louvain-la-Neuve en Belgique.
En 2018, il reçoit le prix de la Critique de l'« Espoir masculin » pour ses interprétations dans December Man (relatant le drame de la tuerie de l'École polytechnique de Montréal en 1989) et La Profondeur des forêts, deux pièces mises en scène par Georges Lini dans lesquelles il a été particulièrement remarqué par la presse,. En 2018, il intègre la troupe de l'Infini Théâtre de Dominique Serron.

## Théâtre
- 2017 : Once Upon a Time Unreality dirigé par Xavier Lukomski, Institut des arts de diffusion à Louvain-la-Neuve
- 2017 : December Man de Colleen Murphy, mise en scène par Georges Lini, Théâtre de Namur – Jean
- 2017 : La Profondeur des forêts de Stanislas Cotton, mise en scène par Georges Lini, Atelier 210 à Bruxelles
- 2018 : Le Sacre et l'Éveil de et mis en scène par Dominique Serron, Comédie Claude Volter et Atelier Jean-Vilar à Louvain-la-Neuve
- 2019 : Macbeth de William Shakespeare, mise en scène par Georges Lini – Malcolm
- 2020 : Les Atrides d'après Eschyle, Sophocle, Euripide et Sénèque, mise en scène par Georges Lini, Théâtre royal du Parc – Oreste
- 2021 : lecture du livre Le Dernier Été en ville de Gianfranco Calligarich lors de L'Intime Festival, Théâtre de Namur[5]
- 2023 : La Sœur de Jésus-Christ de Oscar de Summa, mise en scène de Georges Lini, Théâtre de Poche à Bruxelles

## Filmographie

### Cinéma
- 2019 : Lola vers la mer de Laurent Micheli – Maxime, le neveu
- 2023 : L'Établi de Mathias Gokalp – Jean-Louis

### Télévision
- 2015 : Tabou (téléfilm) de Sonam Larcin – Odylon
- 2018 : Zone blanche (série télévisée) de Thierry Poiraud et Julien Despaux – Sylvain
- 2020 : L'Agent immobilier (mini-série) d'Etgar Keret et Shira Geffen – Le clochard
- 2021 : OVNI(s) (série télévisée, saison 1, épisodes 1 et 7) de Clémence Dargent, Martin Douaire et Antony Cordier – L'adjudant Lorigant
- 2021 : Coyotes (série télévisée, saison 1) d'Axel du Bus de Warnaffe et Vincent Lavachery – Doberman
- 2021 : Hippocrate (saison 2) de Thomas Lilti – Joachim Prigent
- 2022 : Pandore (série télévisée)
- 2023 : Salade grecque : Paco

## Distinction
- Prix de la Critique 2018 : Espoir masculin